# Chionea lutescens
Chionea lutescens là một loài ruồi trong họ Limoniidae. Chúng phân bố ở miền Cổ bắc.